# 伊肯納姆站
伊肯納姆站（英語：Ickenham tube station）是倫敦地鐵的一個車站，位於希靈登區的伊肯納姆。伊肯納姆站是大都會線鄂克斯橋支線和皮卡迪利線的車站，位於倫敦第6收費區。

## 外部連結
- . Tube departure boards. Transport for London.   [2016-02-29]. （原始内容存档于2012-09-07）.
- London Transport Museum Photographic Collection Ickenham station in 1933